# José Ramos-Horta

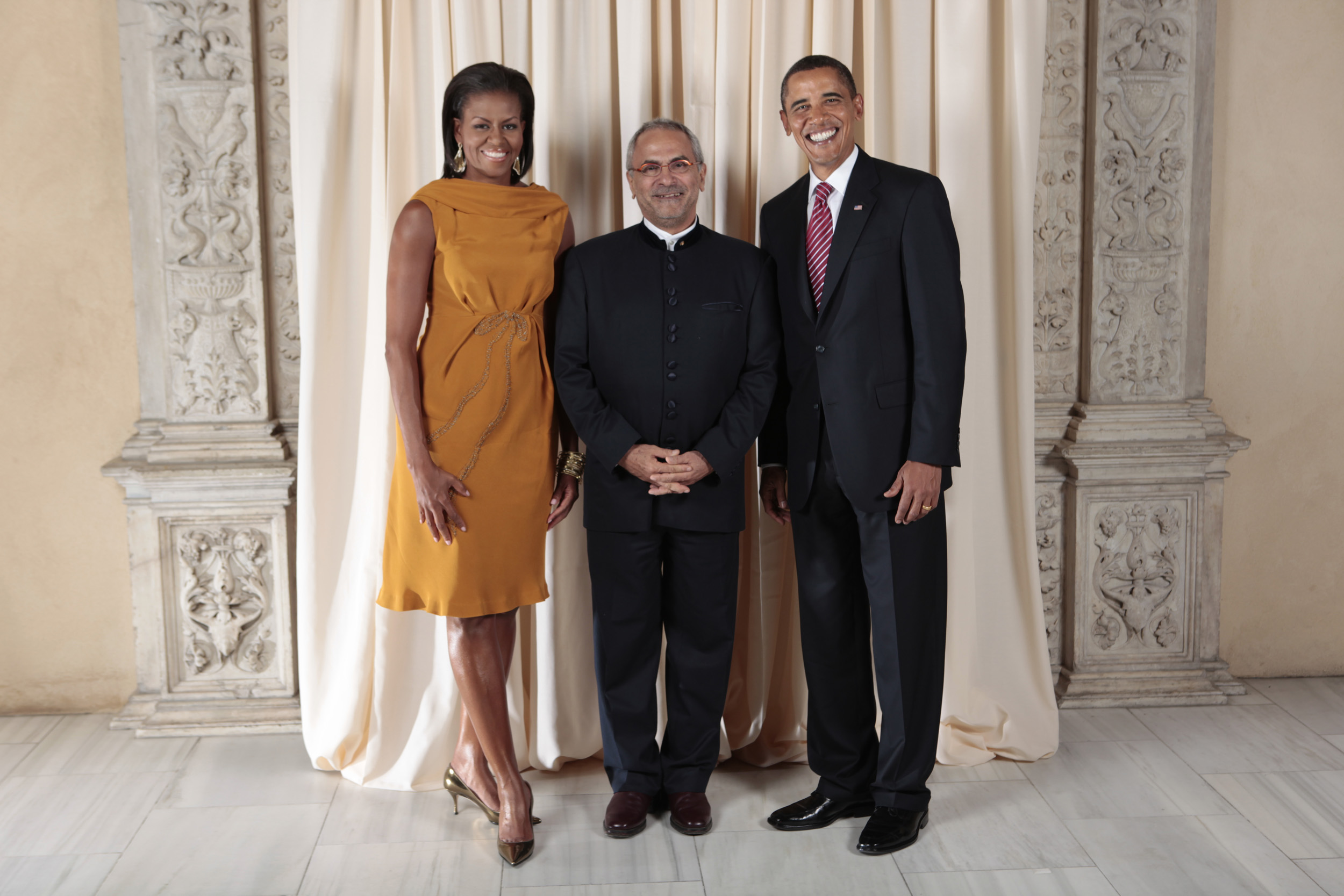
Michelle Obama, José Ramos-Horta och Barack Obama.

José Ramos-Horta (IPA: [ʒu'zɛ 'ʁɐmuz 'oɾtɐ]), född 26 december 1949 i Dili, är Östtimors president sedan 2022. Han var tidigare president 2007–2012.

## Biografi
José Ramos-Horta föddes i vad som numera är Östtimors huvudstad, som ett av elva barn till en timoresisk mor och portugisisk far som tvingades av Salazar till exil i Östtimor. Han fick skolgång vid katolska missionsskolor.
Redan i unga år drogs Ramos-Horta in i politiken, och var av den anledningen landsförvisad till portugisiska Östafrika 1970-1971. Han utsågs av självständighetsrörelsens regering till utrikesminister 1975. Från och med dess företrädde José Ramos-Horta Östtimors självständighetsrörelse i FN, som den yngste diplomaten där i FN:s historia. I den egenskapen bidrog han till att sprida kunskap om övergreppen mot timoreserna, som innebar 200 000 människors död mellan 1976 och 1981.
Han var premiärminister från juli 2006, och var även dess utrikesminister från landets självständighet till hans avgång den 25 juni 2006 i samband med Östtimors politiska kris. Vid det val som skulle utse Kofi Annans efterträdare som FN:s generalsekreterare, var Ramos-Horta en av Ban Ki-moons motkandidater, men han drog sig ur för att i stället verka i Östtimor.
Ramos-Horta och Carlos Belo mottog Nobels fredspris 1996. I maj 2007 valdes han till Östtimors president.
Jose Ramos-Horta skottskadades i ett attentat 11 februari 2008. Han angreps i presidentresidenset och träffades av skott i magen. Ramos-Horta fördes senare till Darwin i Australien för vård.
2012 efterträddes han som president av Taur Matan Ruak. Han återvaldes 2022.